# Frisón de Amrum
El frisón de Amrum (autoglotónimo: Öömrang; en alemán: Amrumer Friesisch o Amring) es un dialecto del idioma frisón septentrional, hablado en la isla de Amrum. Junto con los dialectos Söl'ring, Fering y Halunder, forma parte del grupo insular de los dialectos frisones del norte; es muy similar al Fering. Difiere de los dialectos de tierra firme por la influencia relativamente intensa que ha sufrido por parte de la lengua danesa.